# Dave Pelzer

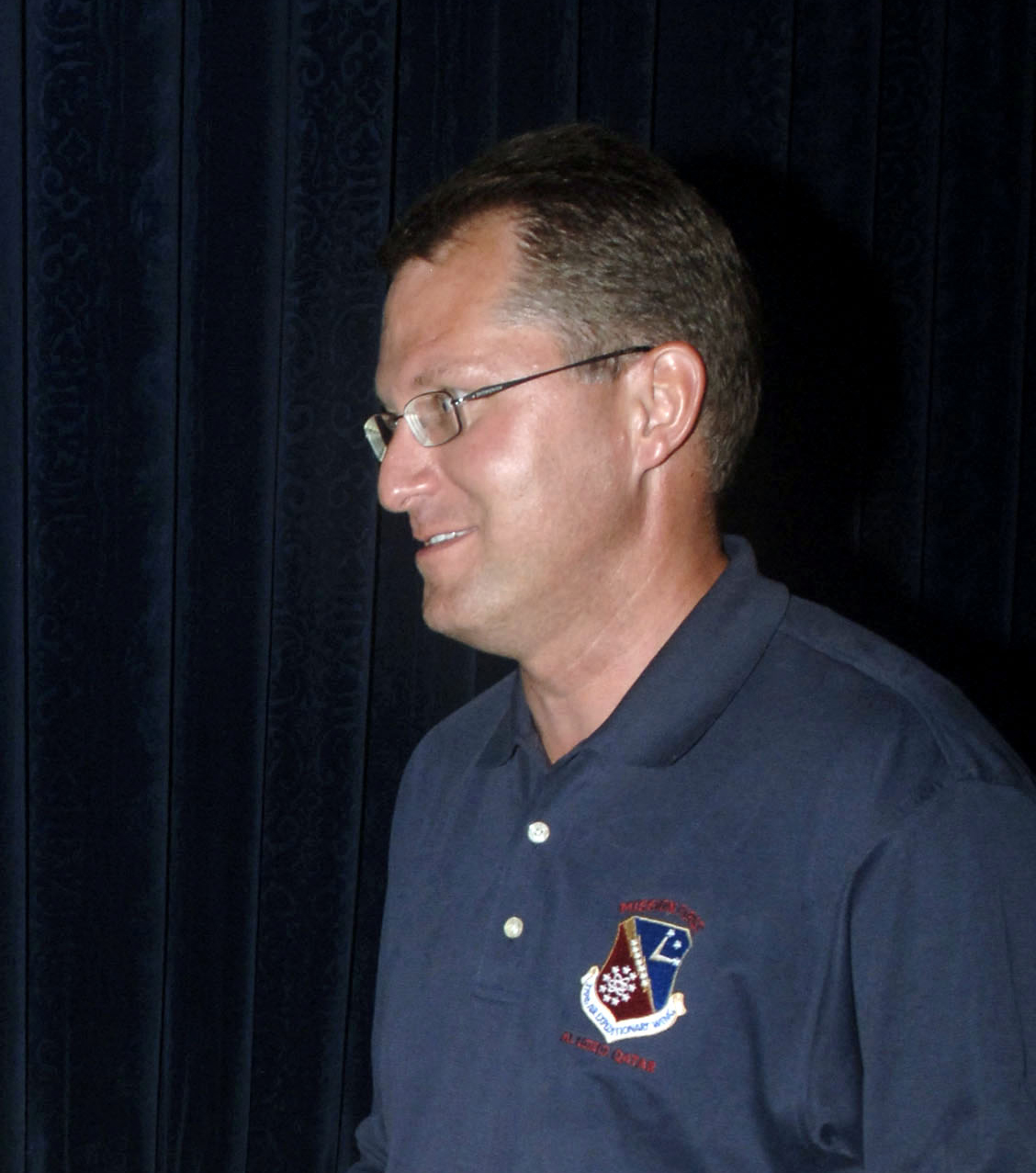
Dave Pelzer, 2006

Dave Pelzer (* 29. Dezember 1960 in Daly City, San Francisco County, Kalifornien) ist ein amerikanischer Autor und Kämpfer für Kinderrechte.

## Leben
Pelzer hat sich die Bekämpfung von Kindesmisshandlung unter dem Motto »Hilfe zur Selbsthilfe« zur Lebensaufgabe gemacht. Seit Beendigung seines Dienstes bei der U.S. Air Force unterstützt er die Arbeit verschiedener Kinderschutzorganisationen. In seinen Büchern schildert er seine eigenen Missbrauchserfahrungen. Der Grad der Fiktionalität dieser Schilderungen ist umstritten.
Dave Pelzer ist verheiratet, hat einen Sohn und lebt in Südkalifornien.

## Werke
- Sie nannten mich ›Es‹. Der Mut eines Kindes zu überleben („A child called ›it‹“). Goldmann, München 2000, ISBN 3-442-15055-8.[4]
- Der verlorene Sohn. Der Kampf eines Kindes um Liebe und Anerkennung („The lost boy“). Heyne, München 2004, ISBN 3-453-87318-1.
- Ein Mann namens Dave. Eine Geschichte von Triumph und Vergebung („A man named Dave“). Heyne, München 2004, ISBN 3-453-87742-X.
- Help Yourself. Strategien fürs Ich („Help yourself“). Goldmann, München 2005, ISBN 3-442-15368-9.
- Moving forward. Taking the lead in your life. Orion Books, London 2009, ISBN 978-0-7528-8295-6.
- The privilege of youth. The inspirational story of a teenager's search for friendship and acceptance. Joseph Press, London 2004, ISBN 0-718-14669-7.